# Ernest Jerzy Krokowski
Ernest Jerzy Krokowski herbu własnego – sędzia pucki w latach 1647–1681. Pochodził z kalwińskiej rodziny szlacheckiej patronującej zborowi tego wyznania w Krokowej. 
Poseł sejmiku generalnego pruskiego na sejm koronacyjny 1649 roku, sejm zwyczajny 1652 roku, sejm 1658 roku, dwa sejmy 1666 roku, sejm 1667 roku, sejm nadzwyczajny 1668 roku, sejm nadzwyczajny (abdykacyjny) 1668 roku. Poseł na sejm konwokacyjny 1668 roku z powiatów: gdańskiego i tczewskiego. Był elektorem Michała Korybuta Wiśniowieckiego z województwa pomorskiego w 1669 roku. Poseł na sejm nadzwyczajny 1670 roku z powiatu puckiego. Poseł powiatu puckiego województwa pomorskiego z sejmiku malborskiego na sejm koronacyjny 1676 roku. Poseł powiatu puckiego na sejm 1677 roku.